# 特伦斯·史密斯
特伦斯·史密斯（英語：Terence Smith，1932年10月18日—2021年9月），英国男子帆船运动员。他曾代表英国参加1956年夏季奥林匹克运动会帆船比赛，联同贾斯珀·布莱科尔获得一枚铜牌。